# Astragalus edinburghensis
Astragalus edinburghensis es una especie de planta del género Astragalus, de la familia de las leguminosas, orden Fabales.

## Distribución
Astragalus edinburghensis se distribuye por Turquía.

## Taxonomía
Fue descrita científicamente por Ponert. Fue publicado en Feddes Repertorium 83(9-10): 632 (1973).